# دارستان (تفرش)
دارستان (تفرش)، روستایی از توابع بخش مرکزی شهرستان تفرش در استان مرکزی ایران است.

## جمعیت
این روستا در دهستان کوه پناه قرار دارد و براساس سرشماری مرکز آمار ایران در سال ۱۳۸۵، جمعیت آن ۱۳۳ نفر (۴۷خانوار) بوده‌است.

## زبان
زبان این روستا و همچنین چند روستای مجاور آن زبان خلجی می‌باشد. این زبان با زبان ترکی متفاوت است اما ارتباط بسیار اندکی بین آن‌ها مشهود است.

## قدمت تاریخی
در این منطقه دشت تاریخی اصفحانک قرار دارد که دارای قدمت تاریخی زیادی است  و به گفته بعضی از افراد محلی قدمت آن به قبل از میلاد مسیح باز می‌گردد.جستجو برای گنج در این دشت بسیار اتفاق می‌افتد و دزدان آثار تاریخی هر سال در زمستان این منطقه را مورد کندوکاو قرار می‌دهند. این جستجوها باعث خراب شدن جاده‌ها و خسارت دیدن زمین‌های کشاورزی و سلب آسایش مردم شده ‌است. در این دشت حرم امامزاده اسماعیل نیز واقع است و محوطه باستان شناختی تپه امامزاده اسماعیل در فهرست آثار ملی ایران به ثبت رسیده است. این امامزاده از نوادگان امام ششم است و مردم به این امامزاده اعتقاد خاصی دارند و در طول سال به این امامزاده که حدود دو کیلومتر از هسته اصلی روستا فاصله دارد سر می زنند و این امامزاده را زیارت می کنند و در مراسم خاص نیز مانند تحویل سال در این مکان مقدس دور هم جمع می شوند.

## محدوده جغرافیایی
این روستا بین دو شهر فرمهین و تفرش واقع شده است و در 11 کیلومتری شهر فرمهین قرار دارد، اما با توجه به تقسیمات جدید کشوری، تحت نظر شهرستان تفرش قرار گرفته است.  این روستا از سمت شمال به روستاهای درمنک و ماستر و نوده‌حاج‌نبی از سمت غرب به روستای مجدآباد کهنه و از سمت جنوب به روستای نوده خلج و از سمت شرق به روستاهای کشه و سفیدآب و سربند محدود است.

## شغل مردم
شغل اکثر مردم این روستا دامداری و کشاورزی است و با توجه به آب و هوای این ناحیه محصول اصلی این روستا گندم است اما به مقدار کم محصولاتی دیگر مانند جو، نخود، عدس و ... نیز کاشته می شوند. شایان ذکر است که با توجه به نبود آب کافی اکثر این محصولات به صورت دیم کاشته می شوند. دلیل اصلی این که آبی برای کاشت وجود ندارد تا مزارع بیشتری زیر کشت آبی روند این است که مزارعی که در گذشته دارای قنات بوده‌اند اکنون یا در حال ویرانی قناتشان هستند و یا این که قناتشان به طور کامل از بین رفته است. علت اصلی این اتفاق این است که هر مزرعه دست چند خرده مالک است و سازماندهی کردن برای رسیدگی یکپارچه به این مزارع کاری دشوار است. با توجه به کمبود آب، سطح زیر کشت باغات نیز کاهش چشمگیری پیدا کرده است و نسبت به سالیان دور سطح بسیار کمی زیر کشت باغات قرار دارد. محصول اصلی این باغ ها انگور است. دارستان دارای سد کوچکی است که با توجه به سال پربارش یا کم بارش، این سد آب‌گیری شده و یا فاقد آب است. اگر سالی پربارش باشد ابتدا بندهای موجود بر روی رودخانه قبل از سد دارستان پر می‌شوند و سپس آب به این سد میرسد. این سد آخرین بندی است که بر روی رودخانه‌ای که از کوه های تفرش سرچشمه می گیرد قرار دارد و بعد از آن دیگر بندی وجود ندارد. این رودخانه نیز یکی از طولانی‌ترین رودخانه‌های استان مرکزی است. 